# جغرافيا رومانيا
رومانيا (بالرومانية: România) هي دولة أوروبية فِي منطقة البلقان جنوب شرق أوروبا شمال نهرِ الدانوب عاصمتها مدِينة بوخارست. وتقع دلتا الدانوب على أراضيها حيث يمر نهر الدانُوب في جنوب البلاد ويصب في البحر الأسود. وتقع جِبال الكاربات في الجنوب وفي وسط البلاد يحدها من الشمال أوكرانيا، من الشمال الشرقي مولدوفا، من الشرق البحر الأَسود، من الجنوب بلغاريا ومن الغرب صربيا والمجر.
تأتي رومانيا في المرتبة الثانية عشر من حيث المساحة في أوروبا ، حيث تبلغ مساحتها 238,397 كيلومتر مربع (92,046 ميل مربع). تقع البلاد في منطقة البلقان جنوب شرق أوروبا، على الحدود مع البحر الأسود، كما توجد في منتصف الطريق بين خط الاستواء والقطب الشمالي وعلى مسافة متساوية من أقصى غرب أوروبا - ساحل المحيط الأطلسي - إلى أقصى شرقها - جبال الأورال.
يبلغ طول الحدود حوالي 3,195 كيلومتر (1,985 ميل)، 2,950 كيلومتر (1,830 ميل) هي مجموع الحدود البرية فيما يبلغ طول الحدود البحرية 245 كيلومتر (152 ميل).

## البيئة

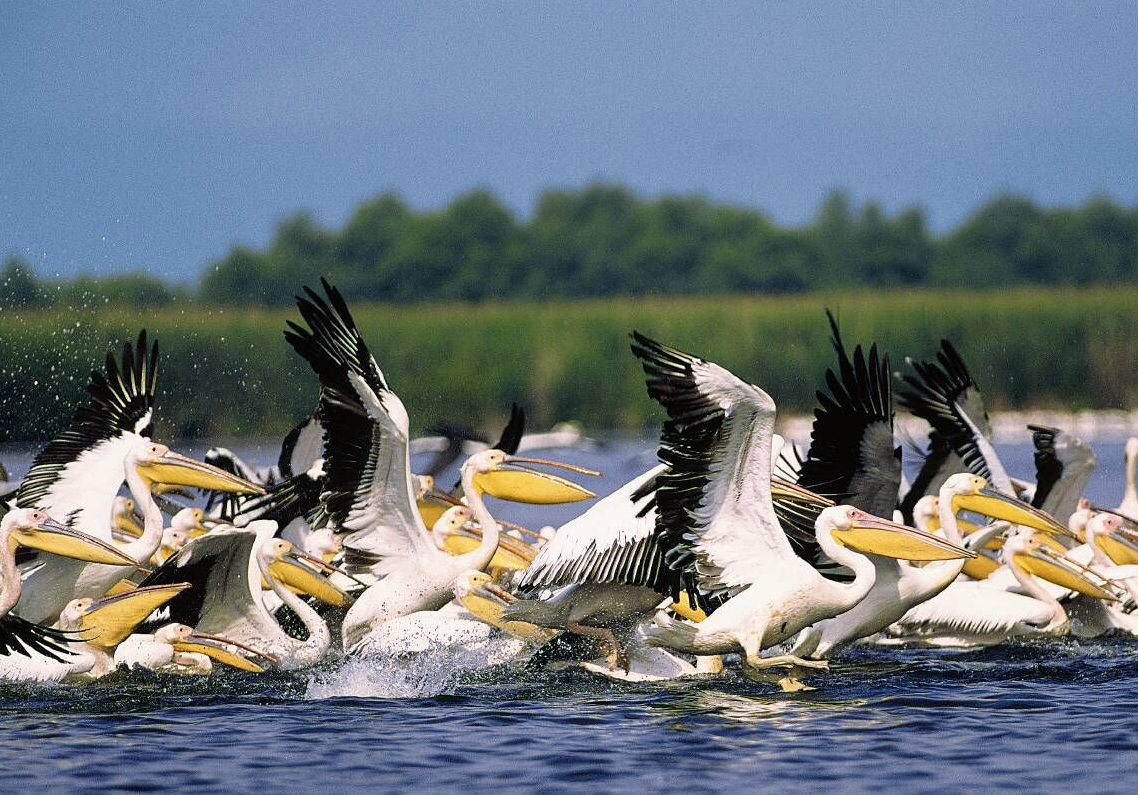
بيلكان، دلتا الدانوب

نسبة عالية (47 ٪ من مساحة الأرض) من البلد مغطى بنظم الإيكولوجية الطبيعية وشبه الطبيعية. وأكثر من نصف الغابات (13% من البلاد) والتي ساعدت على الحفاظ على مستجمعات المياه بدلا من الإنتاج، وتملك رومانيا أكبر نسبة غابات غير محمية من أوروبا، ويدل وجود مجموعة كاملة من الحيوانات الغابات الأوروبية على سلامة النظم الايكولوجية للغابات الرومانية، بما في ذلك 40٪ و60٪ من الدبب الأوروبية البنية والذئاب، على التوالي. وهناك أيضا ما يقرب من 400 نوعا من الثدييات فريدة من نوعها (ومن أفضل الأمثلة شمواة الكاربات) والطيور والزواحف والبرمائيات من رومانيا. توجد 33,792 نوعا من الحيوانات، 33,085 منها لافقارية و707 تمثل الفقاريات.
بعض 3,700 نوع من النباتات تم استكشافها في رومانيا، 23 منها تم إعلانها كمعالم طبيعة, 74 مفقودة, 39 مهددة بالانقراض، 171 ضعيفة (عدم قدرتها على المقاومة) و1,253 تعدّ نادرة.
توجد ثلاثة مناطق عشبية (غطاء نباتي) هي منطقة جبال الألب، منطقة الغابات ومنطقة السهوب. وتتوزع النباتات بطريقة الطوابق وفقا لخصائص التربة والمناخ وتشمل أنواع مختلفة من أشجار البلوط، جميز، زان، تنوب، شوح، صفصاف، حور، Meadow وصنوبر.
هناك ما يقرب من 10,000 كيلو متر مربع (3,900 ميل مربع) (ما يقرب من 5 ٪ من المساحة الكلية) من مناطق محمية في رومانيا التي تغطي 13 من الحدائق الوطنية وثلاثة من محميات المحيط الحيوي (رجل وبرنامج المحيط الحيوي): دلتا الدانوب، Retezat National Park (الحديقة الوطنية ريتيزات)، والحديقة الوطنية رودنا. دلتا نهر الدانوب هو أكبر تجمع من مناطق رطبة والأكثر تضرر من بين الأراضي الرطبة في أوروبا، والتي تغطي مساحة إجمالية قدرها 5800 كيلو متر مربع (2200 ميل مربع) ، أما أهمية التنوع البيولوجي لدلتا الدانوب تم الاعتراف بها دوليا. وقد أعلنت محمية محيط حيوي في سبتمبر 1990، وضعت على موقع رامسار في مايو 1991، وأكثر من 50 ٪ من مساحتها وضعت على قائمة التراث العالمي في ديسمبر 1991. داخل حدوده يكمن واحد من أكثر الأنظمة Reed bed شمولا وانتشارا في العالم.
رومانيا تملك أكبر مناطق غير محمية من أوروبا. هناك أيضا ما يقرب من 400 نوع فريد من الثدييات والطيور والزواحف والبرمائيات في رومانيا. وتقسم الحيوانات في رومانيا إلى حيوانات لافقارية 33,085 نوع وحيوانات فقارية إلى 707 نوع.

## المناخ

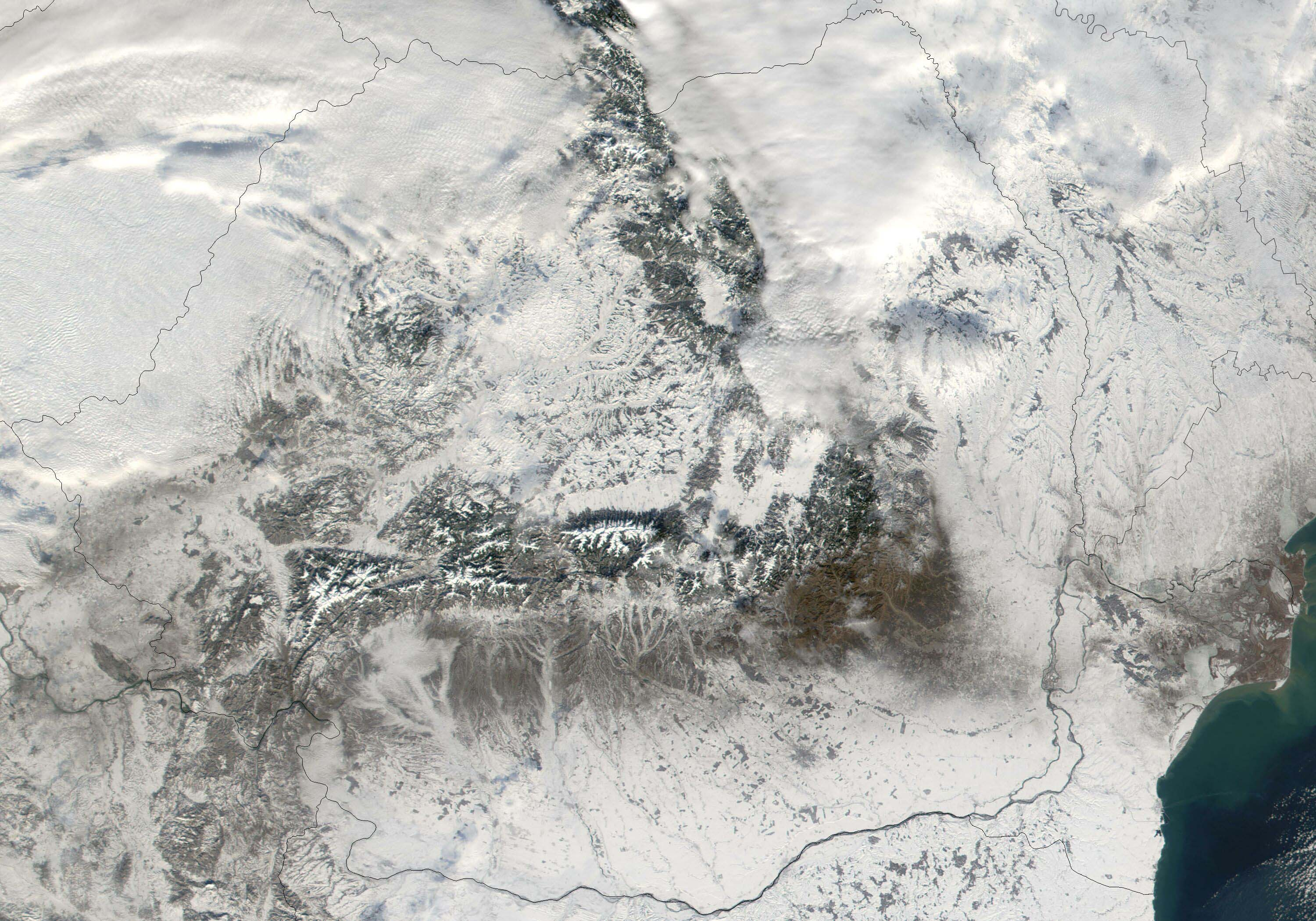
صورة لرومانيا من الفضاء حيث أن الثلج يغطي معظم أراضيها

بفضل المسافة ما بين البحر المفتوح والجزء الجنوب الشرقي من القارة الأوروبية، مناخ رومانيا يتميز بمرحلة انتقالية ما بين مناخ معتدل ومناخ قاري. وأربعة فصول متميزة. بلغ متوسط درجة الحرارة السنوية 11 ° سلسيوس (52 ° فيرهاد)، في الجنوب و8 ° سلسيوس (46 ° فيرهاد)، في الشمال  أقصى درجات حرارة سجلت في رومانيا هي 44.5 ° سلسيوس (112.1 ° فيرهاد)، في رامنيتشلو عام 1951 وأدنى الحرارات -38.5 ° سلسيوس (-37.3 ° فيرهاد) في بود.
فصل الربيع يتميز بروعته وفي الصباح يكون بارد ومع حلول الليل يصبح الجو حاراً. فصل الصيف يتميز بجو حار جداً والذي يستمر شهرين (يونيو-أغسطس). درجات الحرارة المتوسطة في العاصمة بوخارست 28 ° سلسيوس (82 ° فيرهاد) أما درجات الحرارة المرتفعة بلغت 35 ° سلسيوس (95 ° فيرهاد) أما درجات الحرارة المنخفضة التي سجلت في العاصمة صيفاً بلغت 16 ° سلسيوس (61 ° فيرهاد). فصل الخريف جاف وبارد والذي يتميز بتساقط الأوراق وخاصةً في الشوارع والمناطق السكنية لانتشار أشجار الزيزفون. فصل الشتاء بارد وحتى في المناطقة الجنوبية من رومانيا وتتراوح درجات الحرارة ما بين 2 °سلسيوس (36 °فيرهاد) و−15 °سلسيوس (5 °فيرهاد) في أعلى جبل في رومانيا. تتساقط الأمطار بمعدل 750 ملم (30 بوصة) سنويًا فقط على أعلى قمة من الجبال الغربية، الكثير منها يقع على شكل ثلوج، والذي يسمح بالتزلج على الجليد على نطاق واسع. أما في المناطق الجنوبية الوسطى بالقرب من العاصمة بوخارست تتساقط الأمطار بمعدل 600 ملم، بينما في دلتا الدانوب معدل سقوط الأمطار منخفض جدا بمعدل 370 ملم سنوياً.

## الحيوانات والنباتات
على الأراضي الرومانية أكتشفت أكثر من 3700 نوع من النباتات، حيث سجلت كالتالي : 23 سجلت كنباتات عالمية مهمة، 74 ضائعة، 39 مهدد بالانقراض، 171 نبتة ضعيفة و1253 نباتات نادرة. أكبر ثلاثة مناطق ملائمة لنمو النباتات في رومانيا هن : منطقة جبال الألبينا، الغابات والسهوب.
يعتمد توزع الحيوانات على أساس انتشار النباتات، ففي الغابات والسهوب تنتشر الأرانب، حيوانات أليفة، سنجاب الأرض، طائر التدرج ،الحبارى، سمان، الشبوط، السمك القاسي، السمك الرمح، سمك الزندر، قرموط.

## المساحة
المجموع : 238,391 كم²
اليابسة : 231,231 كم²
الماء : 7,160 كم²
المساحة - مقارنة : أكبر قليلا من ولاية مينيسوتا الأمريكية.

## الحدود البرية
- المجموع : 3,149.9 كم (1,957.2 ميل)
- البلدان المجاورة : بلغاريا 631 كم (382 ميل)، المجر 448 كم (278 ميل)، مولدوفا 681 كم (423 ميل)، صربيا 546 كم (339 ميل)، وأوكرانيا إلى الشمال والشرق 649 كم (403 ميل).

## الساحل
- الطول : 245 كم.
- المطالبات البحرية : جزيرة الثعبان.
- منطقة متجاورة : 24 nmi (44.4 كـم؛ 27.6 ميل).
- الجرف القاري : عمق 200م أو 200م إلى عمق الاستغلال.
- منطقة اقتصادية خالصة : 23,627 كـم2 (9,122 ميل2) مع200 nmi (370.4 كـم؛ 230.2 ميل).
- المياه الإقليمية : 12 nmi (22.2 كـم؛ 13.8 ميل).